# Andrei Prepeliță
Andrei Prepeliță (* 8. Dezember 1985 in Slatina, Kreis Olt) ist ein rumänischer ehemaliger Fußballspieler auf der Position eines rechten offensiven Mittelfeldspielers.

## Karriere

### Verein
Prepeliță begann seine Karriere beim FC Argeș Pitești, wo er im Jahr 2002 in die erste Mannschaft kam. In seiner ersten Profisaison wurde der Verein in der höchsten rumänischen Spielklasse Elfter. Nach zwei zehnten Plätzen und einem zwölften Platz stieg der Verein mit dem Mittelfeldspieler als Stammspieler mit Platz 16 in der Saison 2006/07 ab. Es fehlten sieben Punkte zum rettenden Ufer.
Nach 112 Spielen für Argeș wechselte er 2007 zum Ligakonkurrenten FC Universitatea Craiova. Bereits in seiner ersten Saison in Craiova konnte er seinen bisher größten persönlichen Erfolg mit Platz neun in der Meisterschaft feiern. Im darauffolgenden Jahr konnte sprang sogar ein siebenter Platz heraus. Am Ende der Saison 2010/11 musste er mit seinem Klub in die Liga II absteigen. Anschließend wechselte er zu Rekordmeister Steaua Bukarest. Dort konnte er in der Spielzeit 2012/13 die Meisterschaft gewinnen. In der 2013/14 entwickelte er sich zur Stammkraft und konnte mit seinem Team den Titel erfolgreich verteidigen.
Nach der abermaligen Titelverteidigung 2015 heuerte Prepeliță beim amtierenden bulgarischen Meister Ludogorez Rasgrad an. Dort wechselte er häufig zwischen Startelf und Kurzeinsätzen und gewann die bulgarische Meisterschaft 2016. Ende August 2016 verpflichtete ihn der russische Erstligist FK Rostow. In der Saison 2016/17 kam er auf 17 Einsätze und nur unregelmäßig zum Zuge. Im Sommer 2017 wurde sein Vertrag aufgelöst.
Im Februar 2018 verpflichtete ihn CS Concordia Chiajna.

### Nationalmannschaft
International kam Prepeliță von 2003 bis 2006 18 Mal für die U21-Auswahl seines Heimatlandes Rumänien zum Einsatz, wobei er ein Tor erzielte.
Anfang September 2014 berief Nationaltrainer Anghel Iordănescu Prepeliță in sein Aufgebot für das EM-Qualifikationsspiel gegen Griechenland. Dort kam er zu seinem ersten Länderspiel, als er in der 84. Minute für Ovidiu Hoban eingewechselt wurde. Im Freundschaftsspiel gegen Dänemark im November 2014 stand er erstmals in der Startaufstellung.
Bei der Fußball-Europameisterschaft 2016 in Frankreich wurde er in das rumänische Aufgebot aufgenommen. Im zweiten Spiel gegen die Schweiz kam er erstmals zum Einsatz und stand im Startaufgebot. Auch im letzten Spiel gehörte er zur ersten Elf, wurde aber zur Halbzeit ausgewechselt, nachdem Albanien das 1:0 geschossen hatte. Das Team verlor und schied aus dem Turnier aus.

## Erfolge

### Verein
Steaua Bukarest
- Rumänischer Meister: 2013, 2014, 2015
- Rumänischer Supercupsieger: 2013
- Rumänischer Ligapokal: 2015
- Rumänischer Pokalsieger: 2015

Ludogorez Rasgrad
- Bulgarischer Meister: 2016